# Viliam Druget
Vilém Druget (též Viliam, maďarsky Drugeth Vilmos, ? - 1342) byl uherský šlechtic a palatin z rodu Drugetů. V roce 1328 župan Šarišské župy a po dvou letech i Spišské a Abovské župy. Vilém byl vojákem. Byl to právě on, který byl nástupcem strýce Filipa. Patřil mezi nejvýznamnější a nejbohatších zeměpánů v 14. století. Vlastnil 8 hradních panství, z nichž Jasenov a Brekov tvořily základ pozdějšího panství Humenné. Manželkou mu byla Marie Folly z Itálie. Víme o ní, že ještě v polovině 14. století hospodařila na statcích v Neapolském království.

## Život
Po smrti svého strýce zdědil velký drughetovský majetek. Jágerská kapitula ho v roce 1328 uvedla do majetků hradních panství: Ľubovňa, Podolínec, Plaveč, Třebíč, Tokaj, Brekov, Jasenov a majetků patřících k uvedeným hradům, ale i vícero šarišských vesnic. V roce 1331 provázel 8 - 10tisícové vojsko s Karlem Robertem do Polska. Před odjezdem v roce 1330 zanechal testament. V něm mladšímu bratrovi Mikulášovi I. odkázal svá hradní panství, která získal v roce 1327, a navíc k nim přidal i další panství, majetky, hřebčíny dobytek a zbraně.
Byl oblíbencem krále, kterého v roce 1334 doprovázel do Neapole. Po návratu z Polska ho v roce 1334 král povýšil na palatina. Tento úřad zastával až do roku 1339. V následujícím roce se vzdal úřadu, protože toužil po tichu a klidu. Podle Budínské kroniky byl prý Vilém I. Druget ještě přítomen i na inauguraci nového krále Ludvíka I. dne  21. července 1342. Z vatikánské listiny z roku 1331 se dozvídáme, že Vilém I. žádal exempci pro Kapli sv. Anny v Tedekerci (Záhradné okr. Prešov), a to z důvodu, že chtěl být v ní pohřben. Nevíme však jaká byla odpověď na tuto žádost a ani neznáme místo jeho posledního odpočinku. Vilém I. Druget zemřel někdy po 21. červenci 1342, krátce po smrti Karla Roberta (16. července 1342). Neměl potomky.
Král Ludvík Velký pro velké zásluhy rodiny Drugetů rozdělil tento majetek pozůstalým bratrům Mikulášovi I. a Janovi II. Dozvídáme se o tom z listiny krále Ludvíka, která byla napsána 7. ledna roku 1343 ve Vyšehradě, kde se udává, že Vilém, palatin Uherska, zemřel bez dědice, všechny jeho majetky a vlastnická práva proto připadají královské koruně. Proto přikázal král předložit pro shromáždění prelátů a magnátů Uherska vlastnické listiny k šetření těchto majetků.
Po tomto šetření se zjistilo
"Mikuláš I., hlavní šeňkéř a Jan II. Druget, synové Jana I., kdysi palatina a zároveň bratři nebohého Viléma I., syna Jana I., nemají žádné právo na majetky, které Viliam I. zdědil. A proto vlastnická práva Viléma I. přecházejí do králových rukou. Ale protože král Ludvík berouce v úvahu zásluhy Filipa I., Jana I. a Viléma I. Palatina a tak jistě Mikuláše I., nejprve když věrně sloužili jeho otci v různých výpravách, ačkoli padli jejich věrní sluhové, jak o tom souhlasně mluvili uherští magnáti a mnohé listiny a pak když zemřel otec krále Ludvíka, jemu samému, Viliam palatin a Mikuláš I. a Jan II. jeho bratři na svých místech a ve svém čase konkrétně v době korunovace poskytli své služby a udatnost. Král Ludvík nechtěl pro tyto jejich zásluhy nechat jejich potomků bez majetků, proto hrad Nevický v Užské župě, spolu s daní a se vším, co k tomu patří, také dva hrady Brekov a Jasenov v Zemplínské župě, které dříve odňal král Karel Petrovi, synovi Peténě, proto všechny zmíněné hrady, ze vším co k nim patří, daroval Mikulášovi I. a Janovi II., synům palatina Jana I. a jejich dědicům. Aniž tím někomu ublížil nebo poškodil práva někoho."
O blízkém vztahu královské rodiny a Drugetů svědčí i fakt, že zanedlouho po nástupu Ludvíka I. na trůn (nastoupil jako 17letý) se jeho matka Alžběta rozhodla navštívit město Řím. Chtěla dát do pořádku jisté politické záležitosti a zároveň sledovala i náboženský cíl - pouť do Říma. Na této cestě ji doprovázela Marie Folly, vdova po Vilémovi I. Drugetovi.